# 爱德华·利莫诺夫

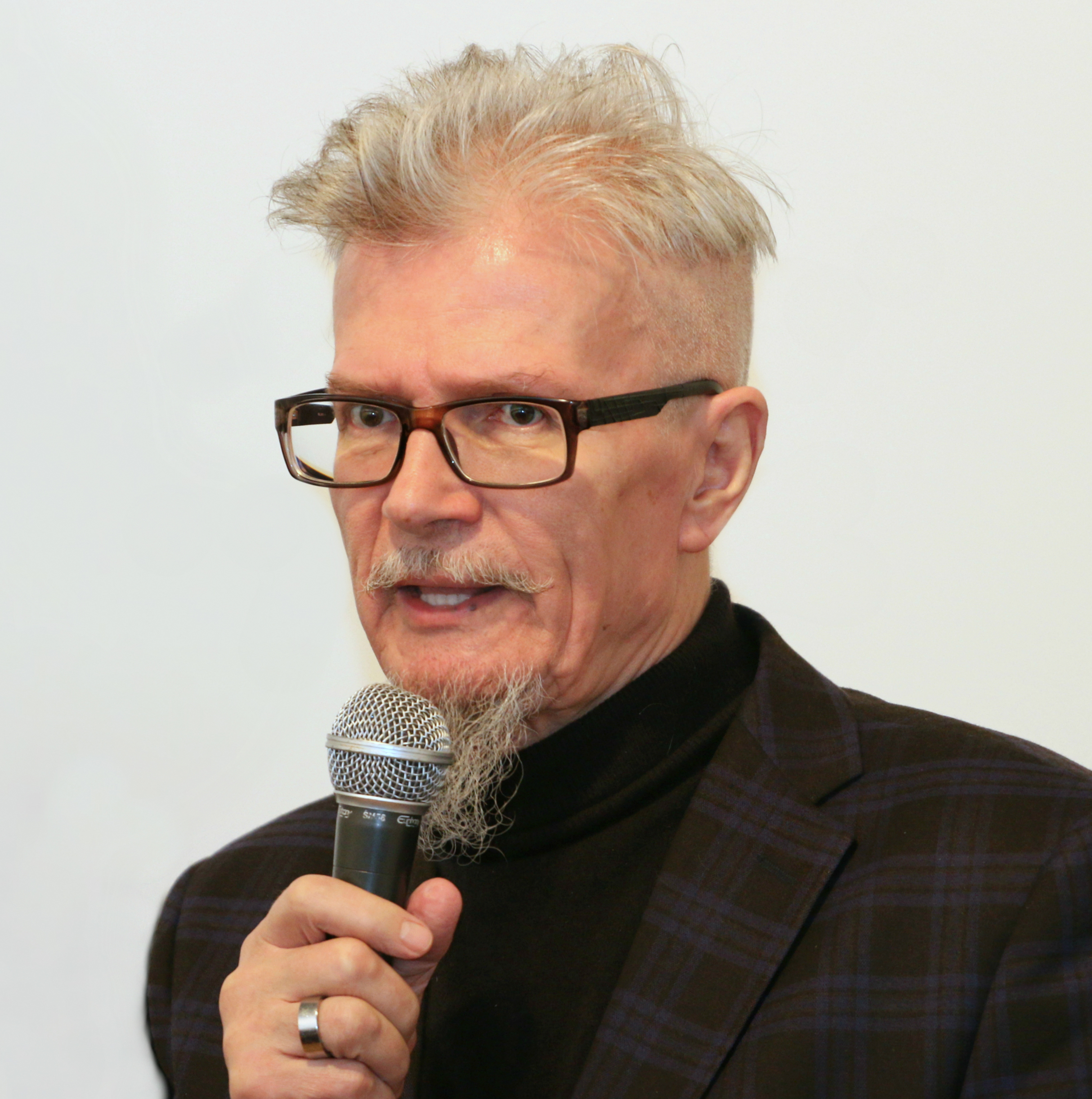
爱德华·利莫诺夫

爱德华·利莫诺夫（俄語：Эдуард Лимонов，羅馬化：Eduard Limonov，1943年2月22日—2020年3月17日），原名爱德华·韦尼阿明诺维奇·萨文科（俄语：Эдуард Вениаминович Савенко），俄罗斯作家、诗人和持不同政见者，1974年离开苏联，1991年回到俄罗斯并组建国家布尔什维克党，该党后被取缔。利莫诺夫强烈反对新自由主义，2001年遭逮捕。2014年乌克兰亲俄骚乱后，支持弗拉基米尔·普京的政策。